# Fort Weisenau
Le Fort Weisenau fut un ouvrage construit par la confédération germanique pour défendre l'accès au sud-est de Mayence en 1831. Il est situé à Weisenau, aujourd'hui Mainz-Weisenau environ 1,7 kilomètre au sud est de citadelle de Mayence.

## Histoire
L'officier du génie autrichien Franz Scholl établit les plans du fort. L'ouvrage fut bâti pour parer à toute agression venant du sud-est de la forteresse de Mayence. Sur la base de plans de la direction génie  français, les troupes autrichiennes avaient mis en place après le siège de Mayence (1793) pendant 1793-1797 une enceinte extérieure avec lunettes pour protéger la  colline de Weisenau pour cette faiblesse mieux,.
Après le traité de Campo-Formio la ville de Mayence revint de façon durable à la France. Elle devint sous Napoléon la forteresse la plus importante au Rhin, nouvelle frontière de la France à l'est. Mayence a été renforcée par le génie de fortification français qui a manqué, cependant, que la partie sud du territoire, au bénéfice de front au Rhin au nord.
« La défense de cette place sur les deux rives du Rhin, depuis les crêtes de Sainte-Croix jusqu'à Biebrich embrasse un développement de 12 000 mètres de longueur sur près de 8 000 de largeur depuis Hochheim jusqu'au vallon de Zahlbach-Dalheim. Le Hartenberg et les hauteurs de Weisenau sont les points principaux sur la rive gauche du fleuve.  »
— Jean-Louis Gay de Vernon, Mémoire sur les opérations militaires ... pendant les années 1792 et 1793